# Oeneis tannuola
Oeneis tannuola är en fjärilsart som beskrevs av Bang-haas 1927. Oeneis tannuola ingår i släktet Oeneis och familjen praktfjärilar. Inga underarter finns listade i Catalogue of Life.